# Romain Reynaud
Romain Reynaud (Saint-Étienne, 2 maart 1983) is een Frans voetballer die als verdediger speelt.

## Biografie
Op 10-jarige leeftijd startte hij zijn voetbalcarrière bij Saint-Étienne. Hij speelde in de jeugd, waarna hij overging naar de CFA, waar hij geen professioneel contract kreeg door een ernstige blessure op het einde van het jaar. Hij speelde in totaal 58 matchen bij de beloften en was er kapitein.
Hij kon daarna wel terecht bij Sporting Club Schiltigheim, een andere ploeg uit de CFA. Na 2 jaar tekende hij een contract bij AS Yzeure, een club uit dezelfde competitie. Hij promoveerde naar de National, de Franse derde klasse. De club verbleef er slechts één jaar zodat Reynaud onderdak zocht bij een andere club.
Hij vertrok naar Vannes OC, waar hij kampioen speelde in de National. Hij mocht echter niet mee promoveren naar de Ligue 2, waardoor hij weer van ploeg veranderde. Nu was het FC Libourne-Saint-Seurin, waar hij zijn eerste echte professionele contract ondertekende. De club kende echter financiële moeilijkheden waardoor ze degradeerden naar de CFA. Reynaud zocht opnieuw een nieuwe club. Ditmaal was het AS Arles Avignon die hem contracteerde. Hij speelde in Ligue 2, als titularis zo'n 37 matchen. De ploeg promoveerde naar Ligue 1, waar ze niet op de diensten van Reynaud rekenden.
Daarom tekende hij een contract van 2 jaar bij LB Châteauroux, waar hij in de middenmoot eindigde. Hij besliste om niet te verlengen en zo kwam hij uiteindelijk bij KV Kortrijk terecht, waar hij voor 3 jaar tekende. Hij maakte zijn debuut voor Kortrijk op 2 september 2012. Hij speelde een volledige match tegen Sporting Lokeren in de centrale verdediging. Sindsdien kwam hij niet meer uit de ploeg en is hij met andere woorden titularis, naast Fransman Baptiste Martin. Hij speelde zo'n 24 competitiematchen. In het seizoen 2013/14 verliep het echter minder vlot. De laatste weken voor en na de winterstop zat hij voornamelijk op de bank door een kleine blessure. Kort daarop, op 30 januari 2014, werd hij verhuurd aan OH Leuven en tekende met een aankoopoptie. Na dit seizoen verliet hij KV Kortrijk definitief en tekende hij voor twee seizoenen bij OH Leuven, ondanks de degradatie van deze laatste. Hij werd er aangesteld als kapitein van de ploeg en promoveerde na één seizoen met de club terug naar de hoogste voetbalklasse.

## Statistieken
| seizoen   | club                  | land      | competitie           | wed. | goals |
| --------- | --------------------- | --------- | -------------------- | ---- | ----- |
| 2005-2006 | AS Yzeure             | Frankrijk | CFA                  | 30   | 1     |
| 2006-2007 | AS Yzeure             | Frankrijk | Championnat National | 32   | 2     |
| 2007/2008 | Vannes OC             | Frankrijk | National             | 37   | 4     |
| 2008/2009 | FC Libourne-St Seurin | Frankrijk | National             | 35   | 2     |
| 2009/2010 | AC Arles-Avignon      | Frankrijk | Ligue 2              | 37   | 3     |
| 2010/2011 | LB Châteauroux        | Frankrijk | Ligue 2              | 31   | 0     |
| 2011/2012 | LB Châteauroux        | Frankrijk | Ligue 2              | 35   | 0     |
| 2012/2013 | KV Kortrijk           | België    | Jupiler Pro League   | 24   | 1     |
| 2013/2014 | KV Kortrijk           | België    | Jupiler Pro League   | 15   | 0     |
| 2013/2014 | → Oud-Heverlee Leuven | België    | Jupiler Pro League   | 12   | 0     |
| 2014/2015 | Oud-Heverlee Leuven   | België    | Tweede Klasse        | 5    | 0     |
| 2015/2016 | Oud-Heverlee Leuven   | België    | Jupiler Pro League   | 1    | 0     |
|           |                       |           | Totaal               | 277  | 13    |

Bijgewerkt tot en met 27 juli 2015
1 Leysen ·
3 Shlomo ·
5 Ngawa ·
6 Dom ·
7 Thorsteinsson ·
8 Schrijvers ·
9 Brunes ·
10 Holzhauser ·
11 Banzuzi ·
13 Kiyine ·
14 Ricca ·
15 N'Dri ·
16 Prévot ·
17 Mueanta ·
18 Miguel ·
20 Mendyl ·
21 Opoku ·
22 Calut ·
23 Schingtienne ·
28 Pletinckx ·
33 Maertens  ·
37 Taildeman ·
38 Ravet ·
43 Nsingi ·
52 Sagrado ·
77 Vlietinck ·
88 Maziz ·
Coach: García